# Eugène (prénom)
Cette page présente le prénom Eugène ainsi que ses variantes.
Eugène est un prénom masculin provenant du grec εὐγενής (eugenēs), signifiant « noble » ou « bien-né », venant lui-même de εὖ (eu) « bien » et γένος (genos) « race ». Le prénom partage la même origine que le mot eugénique. Il est fêté à plusieurs dates selon le saint auquel il se réfère. L'équivalent proto-celtique est *Esugenos. En anglais, Gene est une forme raccourcie de ce prénom. Les variantes Eugénie et Eugénia représentent des formes féminines de ce prénom.
Il a pour cognat le celtique Kevin.[réf. nécessaire]

## Variantes
Plusieurs variantes de ce prénom existent selon la langue, dont :
| Albanais          | Eugjeni |
| Allemand          | Eugen |
| Anglais           | Eugene, Gene |
| Asturien          | Euxeniu |
| Basque            | Euken(i) |
| Biélorusse        | Jauhien/Yaugen/Yauhen (Яўген), Yauheni (Яўгеній) |
| Breton            | Ujan |
| Bulgare           | Евгени (Evgeni) |
| Catalan           | Eugeni |
| Chinois           | 尤金 (Mandarin - Yóu Jin) |
| Croate            | Eugen |
| Espagnol          | Eugenio |
| Esperanto         | Eŭgeno |
| Gaélique écossais | Eoghann,, Ewan, Euan |
| Galicien          | Uxío |
| Gallois           | Owain |
| Grec              | Ευγένιος (Evgénios) |
| Hongrois          | Jenő |
| Irlandais         | Eógan, Eóghan |
| Italien           | Eugenio |
| Coréen            | 유진 |
| Latin             | Eugenius |
| Letton            | Eugenijs/Eižens |
| Lituanien         | Eugenijus |
| Macédonien        | Евгениј (Evgenij, Yevgenij) |
| Néerlandais       | Eugeen « EE Rock » |
| Occitan           | Eugèni |
| Piémontais        | Genio |
| Polonais          | Eugeniusz (Gienek) |
| Portugais         | Eugênio (Brésil), Eugénio (Portugal) |
| Roumain           | Eugen, Eugeniu |
| Russe             | Евгений (traduit : Evgeni, Evgeniy, Evgeny, Evgenii, Evgueni, Eugeny, Eugeniy, Ievgeny, Jevgeni, Jevgeny, Yevgeny, Yevgeni, Yevgeniy, Jewgenij et Jewgeni) |
| Serbe             | Еуген (Eugen), Евгеније (Evgenije) |
| Sicilien          | Eugeniu |
| Slovaque          | Eugen |
| Slovène           | Eugen |
| Suédois           | Eugen |
| Syriaque          | ܐܘܓܝܢ (Augin) |
| Tchèque           | Evžen |
| Ukrainien         | Євген (traduit: Yevhen, Yevgen), Євгеній (Yevheniy, Yevgeniy, Ievheniy, Ievgeniy)                                                                          |

## Eugène comme nom de personne ou prénom

### Saints catholiques et orthodoxes
- Bienheureux Charles Eugène de Foucauld (1858-1916), explorateur et ermite français
- Saint Eugène de Carthage († 505), évêque martyr de Carthage.
- Saint Eugène de Mazenod (1782-1861) ecclésiastique catholique français.

### Papes
- Eugène Ier, pape de 655 à 657 ;
- Eugène II, pape de 824 à 827 ;
- Eugène III (fin années 1080-1153), pape de 1145 à 1153 ;
- Eugène IV (1383-1447), pape de 1431 à 1447.

Autre ecclésiastique :
- Eugenius († 657), évêque de Tolède au VIIe siècle ;
- Eugène (1767-1837), métropolite de Kiev et de Galicie.
- Eugène II de Constantinople, patriarche de Constantinople de 1821 à 1822.

### Souverains et princes
- Eugène († 394), usurpateur romain de 392 à 394.
- Eugène de Suède (1865-1947), prince suédois-norvégien et duc de Närke
- Charles II Eugène, duc de Wurtemberg (1728-1793)
- Frédéric II Eugène, duc de Wurtemberg (1732-1797)
- Eugène Ier de Ligne (1804-1880), diplomate et homme politique belge.
- Eugène II de Ligne (1893-1960), prince de Ligne et diplomate belge.

#### Maison de Wurtemberg
- Eugène-Frédéric de Wurtemberg (1758-1822), fils de Frédéric II Eugène, duc de Wurtemberg
- Eugène de Wurtemberg (1788-1857), fils du précédent
- Eugène Guillaume de Wurtemberg (1820-1875), fils du précédent
- Eugène de Wurtemberg (1846-1877), fils du précédent
- Eugène de Wurtemberg (1875-1875), fils du précédent

#### Autres princes
- Eugène de Savoie-Carignan (1663-1736), dit le Prince Eugène
- Charles-Eugène de Lorraine (1751-1825), prince de Lambesc
- Eugène de Beauharnais (1781-1824), dit le Prince Eugène
- Eugène d'Autriche-Teschen (1863-1954) grand maître de l'Ordre Teutonique

### Prénoms

#### Sous la formeEugèneouEugene
- Eugène Abautret (1924-1996), footballeur français.
- Eugène Albertini (1880-1941), enseignant de littérature latine français.
- Eugene Allen (1919-2010), majordome américain de la Maison-Blanche.
- Eugene Ansah (né en 1994), footballeur ghanéen.
- Eugène Antoniadi (1870-1944), astronome grec.
- Eugène Appert
- Eugène Arbeit (1824-1900), peintre français.
- Eugène Arnaud (1826-1905), pasteur protestant et historien français.
- Eugene Asa Carr (1830-1910), major-général de l'Union américaine.
- Eugène Atget (1857-1927), photographe du Paris de la fin du XIXe siècle / début du XXe siècle.
- Eugene Ayanful (né en 1990), athlète et sprinteur britannique
- Eugène Baboulène (1905-1994), peintre figuratif français.
- Eugène Bataillon (1864-1953), généticien et biologiste français.
- Eugène Battmann (né en 1940), footballeur et entraîneur français.
- Eugène Beaudouin (1889-1983), architecte et urbaniste français.
- Eugène de Beauharnais (1781-1824), membre de la famille Bonaparte.
- Eugène Belgrand (1810-1878), ingénieur français.
- Eugène Bénet (1863-1942), sculpteur français.
- Eugène Bérest (1922-1994), homme politique français.
- Eugène Bethmont (1804-1860), avocat et homme politique français.
- Eugène Bigot
- Eugène Billac (1898-1957), joueur de rugby à XV français.
- Eugene Cook Bingham (1878-1945), professeur américain.
- Eugène Bizeau (1883-1989), chansonnier et anarchiste français.
- Eugene Carson Blake (1906-1985), personnalité de l'Église protestante américain.
- Eugène Blanc (1876-1964), vinicole et homme politique français.
- Eugène Blandin (1831-1898), producteur de champagne et homme politique français.
- Eugène Boban (1834-1908), antiquaire français.
- Eugène Charles Bonamy (1808-1861), médecin français.
- Eugène Bonnet (1922-2003), homme politique français.
- Eugene Borden (1897-1971), acteur américain.
- Eugène Borel (1835-1892), avocat et homme politique suisse.
- Eugène Bouchut (1818-1891), médecin et pédiatre français.
- Eugène Bourdon (1808-1884), horloger et ingénieur français.
- Eugène Bourgeau (1813-1877), botaniste français.
- Eugène Bourgouin (1880-1924), statuaire français.
- Eugène Bozza (1905-1991), chef d'orchestre et compositeur français.
- Eugene Braunwald (né en 1929), cardiologue américain.
- Eugène Brieux (1858-1932), auteur dramatique et journaliste français.
- Eugène Brillié (1863-†1940 ou 1941), ingénieur militaire français.
- Eugène Bühler (1822-1907), architecte-paysagiste français.
- Eugène Brulé (1929-1999), journaliste français.
- Eugène Buland (1852-1926), peintre français.
- Eugene Bullard (1895-1961), afro-américain, pilote de l'armée française.
- Eugene Burger (1939-2017), illusionniste américain.
- Eugène Burnouf (1801-1852), linguiste et indologue français.
- Eugène-Ferdinand Buttura (1812-1852), peintre français.
- Eugène Buzy (1917-2001), joueur de rugby à XV français.
- Eugene Byrd (né en 1975), producteur américain.
- Eugène Canseliet (1899-1982), auteur et alchimiste français.
- Eugène Carrière (1849-1906), peintre symboliste.
- Eugène Cavaignac
- Eugene Cernan (né en 1934), astronaute américain.
- Eugene Chadbourne (né en 1954), compositeur et improvisateur américain.
- Eugène Charles Catalan (1814-1894), mathématicien franco-belge.
- Eugène Chaboud (1907-1983), coureur automobile français.
- Eugène-André Champollion (1848-1901), illustrateur français.
- Eugene Chaplin (né en 1953), documentariste suisse.
- Eugène Chaud (1906-1984), joueur de rugby français.
- Eugène Chavant (1894-1969), résistant français, compagnon de la Libération
- Eugène Chavette (1827-1902), écrivain français.
- Eugene Clapp (né en 1949), rameur d'aviron américain.
- Eugène Claudius-Petit (1907-1898), homme politique français.
- Eugène Cloutier (1921-1975), écrivain québécois.
- Eugene Codrington, karatéka britannique.
- Eugène Constant
- Eugene Cook (1830-1915), compositeur de problèmes d'échecs américain.
- Eugène J.B. Corbin (1867-1952), collectionneur d'art et mécène français.
- Eugène Jacob de Cordemoy (1835-1911), médecin et botaniste français.
- Eugène Cormon (1810-1903), dramaturge français.
- Eugène Corneau (1894-1976), peintre et graveur français.
- Eugène Cornu (1903-1987), architecte naval français.
- Eugène Cremmer (1942-2019), physicien français.
- Eugène Cuvelier (1837-1900), photographe français.
- Eugène-Auguste d'Aboville (1810-1865), contre-amiral et officier de marine français.
- Eugène-Guillaume d'Argenteau (1743-1819), militaire hutois (Saint-Empire).
- Eugène François d'Arnauld (1774-1854), homme politique français.
- Eugène Goblet d'Alviella (1846-1925), homme politique et professeur d'histoire belge.
- Eugène d'Hautefeuille (1779-1846), général français.
- Eugène Dabit (1898-1936), écrivain français.
- Eugène Daguin (1849-1888), ingénieur français.
- Eugène Daignault (1895-1960), acteur et chanteur canadien.
- Eugène Damas (1844-1899), artiste-peintre français.
- Eugène Daumas (1803-1871), militaire et homme politique français.
- Eugène Darmois (1884-1958), physicien français.
- Eugene Davis (né en 1945), lutteur américain.
- Eugene Davy (1904-1996), joueur de rugby à XV irlandais.
- Eugène Dayot (1810-1852), journaliste et poète réunionnais.
- Eugène de Béthisy (1656-1721), général de cavalerie français.
- Eugène De Bie (1914-1983), peintre belge.
- Eugène de Goulard (1808-1874), homme politique français.
- Eugene de Kock (né en 1949), policier afrikaner durant l'apartheid en Arique du Sud.
- Eugène de Ladoucette (1807-1877), homme politique français.
- Eugène de Lur-Saluces (1852-1922), militaire, journaliste et monarchiste français.
- Eugène de Robillard de Beaurepaire (1827-1899), historien français.
- Eugène De Seyn (1880-1971), écrivain belge.
- Eugène Duflot de Mofras (1810-1884), naturaliste et explorateur français.
- Eugene Victor Debs (1855-1926), homme politique socialiste et syndicaliste américain.
- Eugène Defacqz (1797-1871), homme politique libéral et magistrat belge.
- Eugène Anselme Desmarest (1816-1889), entomologiste français.
- Eugène Delacroix (1798-1863), peintre romantique français.
- Eugène Delahoutre (1893-1981), homme politique français.
- Eugène Delangre (1904-1970), joueur de rugby à XV français.
- Eugène Delaplanche (1836-1981), sculpteur français.
- Eugène Delâtre (1864-1938), peintre et aquarelliste français.
- Eugène Deloncle (1890-1944), homme politique français.
- Eugène Joseph Delporte (1882-1955), astronome belge.
- Eugène Anatole Demarçay (1852-1903), chimiste français.
- Eugène Demolder (1862-1919), écrivain belge.
- Eugène Déplechin (1852-1926), sculpteur français.
- Eugène François Deshayes (1868-1939), peintre orientaliste français.
- Eugène Devéria (1805-1865), peintre français.
- Eugène Devic (1858-1930), médecin neurologue français.
- Eugène Dieudonné (1884-1944), anarchiste français, membre de la bande à Bonnot.
- Eugène Djué, homme politique ivoirien.
- Eugène Dodeigne (1923-2015), sculpteur franco-belge.
- Eugene Domingo (né en 1971), actrice et cinéma et de théâtre philippine.
- Eugene Donnelly (né en 1967), pilote automobile britannique.
- Eugène Dubern (1802-1870), officier général français.
- Eugène Dubois (1858-1940), anatomiste néerlandais.
- Eugène Ducretet (1844-1915), industriel et scientifique français.
- Eugène Antoine Durenne (1860-1944), peintre français.
- Eugène Durif, dramaturge et écrivain français.
- Eugène Duthoit (1869-1944), juriste et doyen français.
- Eugene Dynkin (1924-2014), mathématicien russe.
- Eugene Ely (1886-1911), pionnier de l'aviation américain.
- Eugène Ekéké (né en 1960), footballeur camerounais.
- Eugène Ekobo (né en 1981), footballeur camerounais.
- Eugène Ernesta (né en 1974), athlète seychellois.
- Eugène Étienne (1844-1921), homme politique français.
- Eugène Eyraud (1820-1868), père picpucien et missionnaire français.
- Eugene Fama (né en 1939), économiste américain.
- Eugene Field (1850-1895), écrivain américain.
- Eugène Flachat (1802-1873), ingénieur français.
- Eugène Flandin (1809-1889), peintre orientaliste français.
- Eugène Flagey (1877-1956), homme politique et avocat belge.
- Eugène Volcy Focard, naturaliste, historien et linguiste français.
- Eugène Forcade (1820-1869), éditeur de presse français.
- Eugene Forde (1898-1986), réalisateur de film américain.
- Eugène Forest (1808-1891), peintre, lithographe et caricaturiste français.
- Eugene Foss (1858-1939), homme politique américain.
- Eugène Fournier (1871-1941), spéléologue français.
- Eugène Fournière (1857-1914), écrivain et homme politique français.
- Eugène Fraysse (1879-† inconnue), footballeur français.
- Eugène Freyssinet (1879-1962), ingénieur français, inventeur du béton.
- Eugène-Henri Fricx (1644-1730), imprimeur bruxellois.
- Eugène Fromentin (1820-1876), artiste peintre et écrivain français.
- Eugène Frot (1893-1983), homme politique français.
- Eugene Gaffney, paléontologue américain.
- Eugène Gaillard (1862-1933), artiste et créateur de meubles français.
- Eugene Galeković (né en 1981), joueur de football australien.
- Eugene Garfield (né en 1925), scientifique américain, fondateur de la bibliométrie.
- Eugene Gaudio (1886-1920), directeur de la photographie italien.
- Eugène Gayot (1808-1891), directeur de haras français.
- Eugène Gigout (1844-1925), compositeur et organiste français.
- Eugene Robert Glazer (né en 1950), acteur américain.
- Eugène César Gossuin (1758-1827), homme politique français.
- Eugène Gley (1857-1930), physiologiste et endocrinologue français.
- Eugene Godsoe (né en 1988), nageur américain.
- Eugène Gonon (1814-1892), fondeur français.
- Eugène Grangé (1810-1887), dramaturge et goguettier français.
- Eugène Grasset (1845-1917), graveur et décorateur.
- Eugène Green (né en 1947), cinéaste et écrivain américain.
- Eugène Guérard (1859-1931), syndicaliste français.
- Eugène Guillaume (1822-1905), sculpteur et critique d'art français.
- Eugène Guillemin (1823-1893), ingénieur et journaliste français.
- Eugène Guillevic (1907-1997), poète français.
- Eugene A. Harlan (1921-2014), astronome américain.
- Eugène Haussmann (1809-1891), préfet, initiateur des grandes transformations urbaines de Paris.
- Eugène Hawke (1830-1914), architecte franco-anglais.
- Eugene Hebert (1923-présumé mort 1990), missionnaire jésuite américain au Sri Lanka.
- Eugène Hélary, ingénieur des Ponts et chaussées français.
- Eugène Hénard (1849-1923), architecte et urbaniste français, inventeur des ronds-points.
- Eugène Herbodeau (1888-1982), cuisinier français.
- Eugène Herpin (1860-1942), avocat et historien français.
- Eugene Higgins (1874-1958), artiste peintre et dessinateur américain.
- Eugène Houdry (1892-1962), ingénieur et inventeur américain.
- Eugène Hus (1758-1823), danseur et chorégraphe franco-belge.
- Eugène Alexandre Husson (1786-1868), général français et sénateur du Second Empire.
- Eugene Hütz (né en 1972), musicien et acteur ukrainien.
- Eugène Ionesco (1909-1994), auteur dramatique.
- Eugène Isabey (1803-1886), peintre, lithographe et aquarelliste français.
- Eugene Istomin (1925-2003), pianiste américain.
- Eugene Izotov (né en 1973), hautboïste russe.
- Eugene Izzi (1953-1996), écrivain américain de roman policier.
- Eugene Jablonszky (1892-1975), botaniste allemand.
- Eugene Jackson (1916-2001), acteur américain.
- Eugène Alfred Jacquemart (1836-1894), homme politique français.
- Eugene Jantjies (né en 1986), joueur de rugby à XV namibien.
- Eugène Jamot (1879-1937), médecin militaire français.
- Eugène Jansson (1862-1915), peintre suédois.
- Eugène Jardon (1895-1977), homme politique français.
- Eugene Jarecki, réalisateur de documentaires et essayiste américain.
- Eugene Jarvis (né en 1955), concepteur de jeu et programmeur américain.
- Eugene Jeter (né en 1983), joueur de basket-ball américain.
- Eugène Jolas (1894-1952), écrivain et critique littéraire américain.
- Eugène Julien (1856-1930), évêque français.
- Eugène Kalt (1861-1941), ophtalmologiste français.
- Eugene Kaspersky (né en 1965), informaticien russe.
- Eugene Koranteng (né en 1966), athlète ghanéen.
- Eugene Kurtz (1923-2006), compositeur de musique classique américain.
- Eugène Labiche (1815-1888), auteur de vaudevilles.
- Eugène Laermans (1864-1940), peintre belge.
- Eugène Lageat (1862-inconnue), photographe et éditeur français.
- Eugène Lanceray (1875-1946), artiste, peintre et mosaïste russe.
- Eugène Lanti (1879-1947), français, fondateur de l'Association Mondiale Anationale.
- Eugène Lapierre (1899-1970), organiste et musicographe canadien.
- Eugene Lauste (1857-1935), inventeur français, pionniers du cinéma sonore.
- Eugene Laverty (né en 1986), pilote de vitesse de moto nord-irlandais.
- Eugène Lavieille (1820-1889), peintre français.
- Eugene Lazowski (1913-2006), médecin polonais.
- Eugène Le Fer de La Motte (1867-1936), prélat français, évêque de Nantes.
- Eugène Le Mouël (1859-1934), illustrateur et poète français.
- Eugène Le Moult (1882-1967), naturaliste breton.
- Eugène Le Roy (1836-1907), écrivain français.
- Eugène Ledrain (1844-1910), professeur et écrivain français.
- Eugène Lefébure (1838-1908), égyptologue français.
- Eugène Lemercier (1862-1939), chansonnier français.
- Eugène Lepoittevin (1806-1870), graveur et illustrateur français.
- Eugène Leroy (1910-2000), peintre français.
- Eugene Levy (né en 1946), acteur, scénariste et réalisateur canadien.
- Eugène Lion (1826-1883), français, religieux dominicain.
- Eugene Lipinski (né en 1956), acteur et scénariste britannique.
- Eugene Loring (1911-1982), chorégraphe et acteur américain.
- Eugène Lourié, chef décorateur et directeur artistique français.
- Eugene M. Shoemaker (1928-1997), américain, fondateur du domaine de la planétologie.
- Eugène Maës (1890-1945), footballeur français.
- Eugene Mallove (1947-2004), scientifique américain.
- Eugène Malonga (1930-2005), peintre congolais.
- Eugène Mannoni (1921-1994), journaliste et écrivain français.
- Eugène Gabriel Mansuelle (1873-1938), artiste de café-concert français.
- Eugène Manuel (1823-1901), professeur et homme politique français.
- Eugène Maon (né en 1931), écrivain et poète belge.
- Eugène Marais (1871-1936), écrivain et poète sud-africain.
- Eugène Marioton (1857-1933), sculpteur et médailleur français.
- Eugène Marsan (1882-1936), écrivain et journaliste français.
- Eugène Martin (1915-2006), pilote automobile français.
- Eugene James Martin (1938-2005), artiste peintre afro-américain.
- Eugène Martineau (né en 1980), athlète de décathlon néerlandais.
- Eugène Massé (1868-1928), ingénieur civil français.
- Eugene McCarthy (1916-2005), homme politique américain.
- Eugene McGuinness (né en 1985), auteur-compositeur-interprète anglais.
- Eugène Antoine François Merlin (1778-1854), général français du Premier Empire.
- Eugene Meyer (1875-1959), banquier et homme de presse américain.
- Eugène Motte
- Eugène Millet (1819-1879), architecte français.
- Eugène Minkowski (1885-1972), psychiatre français.
- Eugène de Mirecourt (1812-1880), journaliste et écrivain français.
- Eugene Mirman (né en 1974), acteur américain.
- Eugène Charles Miroy (1828-1871), prêtre catholique français.
- Eugene Monroe (né en 1987), joueur américain de football américain.
- Eugène Montel (1885-1966), journaliste et homme politique français.
- Eugène Morel (1869-1934), écrivain et critique littéraire français.
- Eugene Mullin (1894-1967), scénariste et réalisateur américain.
- Eugène N'Jo Léa (1931-2006), footballeur camerounais.
- Eugene Nida (1914-2011), linguiste et traducteur américain.
- Eugène Kabongo Ngoy (né en 1960), footballeur congolais.
- Eugène Noël (1816-1899), écrivain normand.
- Eugene Oberst (1901-1991), athlète américain.
- Eugene O'Neill (1888-1953), dramaturge américain
- Eugene William Oates (1845-1911), naturaliste britannique.
- Eugene Ormandy (1899-1985), chef d'orchestre et violoniste américain.
- Eugene Pallette (1889-1954), acteur américain.
- Eugène Panon (1800-1859), administrateur colonial et inventeur français.
- Eugène Paquet (1867-1951), homme politique canadien.
- Eugene Parker (né en 1927), astrophysicien américain.
- Eugene Parker (1956-2016), joueur américain de basket-ball.
- Eugène Parlier (né en 1929), footballeur suisse.
- Eugène Paul (dit Gen Paul) (1895-1975), peintre français de Montmartre.
- Eugène Péclet (1793-1857), physicien français.
- Eugène Pelletan (1813-1884), écrivain et homme politique français.
- Eugène Penancier (1873-1955), magistrat et homme politique français.
- Eugène Plasky (1851-1905), peintre paysagiste belge.
- Eugène Plet (né en 1952), coureur cycliste français.
- Eugene Polley (1915-2012), inventeur américain de la télécommande.
- Eugène Pottier (1816-1887), poète révolutionnaire français, auteur des paroles de L'Internationale.
- Eugène Poubelle (1831-1907), juriste et diplomate français.
- Eugène de Pousargues (1859-1901), zoologiste français.
- Eugène Prévost
- Eugene Price (1932-2001), scénariste américain.
- Eugène Protot (1839-1921), personnalité française de la Commune de Paris.
- Eugène Raguin (1900-2001), géologue français.
- Eugène Raynaldy (1869-1938), homme politique français.
- Eugène Réveillaud (1851-1935), homme politique français.
- Eugène Revillout (1843-1913), égyptologue français.
- Eugene Reynal, éditeur américain.
- Eugène Ribère (1902-1988), joueur de rugby à VX français.
- Eugène Richard (1867-1935), homme politique français.
- Eugène Richard, luthier français.
- Eugene Richards (né en 1944), photographe et journaliste américain.
- Eugène Riedweg (né en 1943), historien et homme politique français.
- Eugène Riguidel (né en 1940), navigateur français.
- Eugène Rimmel (1820-1887), parfumeur et homme d'affaires franco-britannique.
- Eugene Roe (1921-1998), militaire américain.
- Eugène Rognard (1878-1945), ecclésiastique français de La Réunion.
- Eugène Romaine (1905-1983), homme politique français.
- Eugene Roshal (né en 1972), développeur russe.
- Eugène Rouher (1814-1884), homme politique français
- Eugène Rousseau
- Eugène Ruffy (1854-1919), homme politique suisse.
- Eugene Rwamucyo (né en 1959), médecin rwandais.
- Eugène Saccomano (né en 1936), journaliste sportif français.
- Eugene de Salignac (1861-1943), photographe américain.
- Eugène Savitzkaya (né en 1955), écrivain belge.
- Eugène Schueller (1881-1957), chimiste et chef d'entreprise français.
- Eugene Schmitz (1864-1928), homme politique américain, maire de San Francisco
- Eugène Schneider
- Eugene Amandus Schwarz (1844-1928), entomologiste américain.
- Eugene Son (1967-), créateur d'origine anglaise.
- Eugène Séguy (1890-1985), spécialiste des diptères français.
- Eugène Sergent (1829-1900), organiste français.
- Eugene Shvidler (né en 1964), homme d'affaires russe.
- Eugène Silvain (1851-1930), comédien français.
- Eugène Simon (1848-1924), arachnologiste français.
- Eugene Simon (né en 1992), acteur et mannequin britannique.
- Eugène Sol, chanoine français et historien lotois.
- Eugène Soulié (1898-1927), joueur de rugby à XV français.
- Eugene Spiro (1874-1972), peintre et graphiste allemand.
- Eugène Stoffel (1821-1907), militaire et archéologue français.
- Eugene M. Stoner (1922-1997), concepteur militaire d'armes à feu américain.
- Eugène Soubeiran (1797-1858), pharmacien français, inventeur du chloroforme.
- Eugène Sue (1804-1857), auteur français de roman-feuilletons.
- Eugene Swift (né en 1964), athlète américain.
- Eugène-Étienne Taché (1836-1912), arpenteur-géomètre et architecte québécois.
- Eugène Tamburlini (1930-1959), coureur cycliste français.
- Eugene Taylor (1929-2001), contrebassiste de jazz américain.
- Eugène Thomas (1903-1969), homme politique français.
- Eugène Tirlet (1817-1874), homme politique français.
- Eugène Tisserant (1884-1972), orientaliste et cardinal français.
- Eugène Train (1832-1903), professeur d'architecture français.
- Eugène Trutat (1840-1910), photographe et géologue français.
- Eugène Turpin (1848-1927), chimiste français.
- Eugène Vallin (1856-1922), architecte et menuisier d'art français.
- Eugène Van der Meersch (1901-1967), résistant et homme politique français.
- Eugène Van Roosbroeck (né en 1928), coureur cycliste belge.
- Eugène Varlin (1839-1871), militant socialiste et libertaire français.
- Eugène Viala (1859-1913), aquafortiste français.
- Eugene Gore Vidal (1925-2012), romancier et acteur américain
- Eugène-François Vidocq (1775-1857), aventurier français, chef de la police de sûreté de 1811 à 1827.
- Eugène-Casimir Villatte (1770-1834), général français de Révolution et de l'Empire.
- Eugène Viollet-le-Duc (1814-1879), architecte français, restaurateur d'édifices médiévaux.
- Eugène-Melchior de Vogüé (1848-1910), diplomate et homme de lettres français.
- Eugene von Guérard (1811-1901), artiste autrichien.
- Eugen von Keyserling (1833-1889), naturaliste allemand.
- Eugène Walaschek (1916-2007), footballeur suisse.
- Eugene Walter (1874-1941), scénariste et réalisateur américain.
- Eugène Weidmann (1908-1939), assassin français.
- Eugene Wigner (1902-1995), physicien théoricien hongrois
- Eugène Wilhelm (1866-1951), juriste et sexologue français.
- Eugene Wright (né en 1923), contrebassiste de jazz américain.
- Eugène Ysaÿe (1858-1931), violoniste et chef d'orchestre belge.
- Eugene Zador (1894-1977), compositeur américain, d'origines hongroises.
- Eugène Znosko-Borovsky (1884-1954), maître d'échecs français.

- Pour l'ensemble des articles sur les personnes portant ce prénom, consulter :
  - la liste des articles dont le titre commence par ce prénom
  - les listes produites par Wikidata : Liste des personnes de prénom « Eugène » — même liste en incluant les éventuels prénoms composés qui contiennent « Eugène ».

- Pour l'ensemble des articles sur les personnes portant ce prénom, consulter :
  - la liste des articles dont le titre commence par ce prénom
  - les listes produites par Wikidata : Liste des personnes de prénom « Eugene » — même liste en incluant les éventuels prénoms composés qui contiennent « Eugene ».

#### Second prénom
- Adolph Eugene Fick (1852-1937), ophtamologiste allemand, inventeur des lentilles de contact.
- Alexis Eugène Thuriot de La Rosière (1807-1876), homme politique français.
- Alphonse Eugène Beau (1815-1893), ingénieur thermodynamicien français.
- André Adolphe Eugène Disdéri (1819-1889), photographe français.
- Charles-Eugène Boucher de Boucherville (1822-1915), premier ministre du Québec.
- Charles-Eugène Delaunay (1816-1872), astronome et mathématicien français.
- Charles-Eugène Parent (1902-1982), homme d'église et évêque québécois.
- Clyde Eugene Merritt (1936-2015), dessinateur d'art brut américain.
- David Eugene Edwards (né en 1968), auteur-compositeur-interprète américain.
- David Eugene Smith (1860-1944), mathématicien et éditeur américain.
- Donald Eugene Siegelman (né en 1946), homme politique américain.
- Edward Eugene Harper (né en 1946), criminel américain.
- Firmin Eugène Le Dien (1817-1865), photographe primitif français.
- Frank Eugene Corder (1956-1994), terroriste américain.
- Frank Eugene Lutz (1879-1943), entomologiste américain.
- Frederic Eugene Ives (1856-1937), inventeur et photographe américain.
- Frederick Eugene Wright (1877-1953), géologue et opticien américain.
- H. Eugene Stanley (né en 1941), physicien et professeur américain.
- Henri Eugène Gouraud (1867-1946), général français dans les colonies.
- Henry-Eugène Delacroix (1845-1930), peintre français.
- Herbert Eugene Bolton (1870-1953), historien américain.
- Herbert Eugene Ives (1882-1953), scientifique et ingénieur américain.
- Jacques Eugène Cavaignac (1853-1905), homme politique français.
- James Eugène Munson (1835-1906), sténographe officiel de justice américain.
- Jean-Eugène Durand (1845-1926), photographe français.
- Jean-Eugène-Charles Alberti (1777-1843), peintre néerlandais.
- Jérôme Eugène Coggia (1849-1919), astronome corse.
- John Eugene Hasty (1894-1974), romancier et nouvelliste américain.
- John Eugene Law (1877-1931), ornithologue américain.
- Joseph-Eugène Limoges (1879-1965), homme d'église et évêque canadien.
- Joseph-Eugène-Bruno Guigues (1805-1874), ecclésiastique canadien, évêque d'Ottawa.
- Leonard Eugene Dickson (1874-1954), mathématicien américain.
- Léon-Eugène Méhédin (1828-1905), archéologue et architecte français.
- Louis-Eugène Bagot (1862-1941), médecin français, pionnier de la thalassothérapie.
- Louis Eugène Marie Bautain (1796-1867), philosophe et théologien français.
- Louis Eugène Bouvier (1856-1944), entomologiste et carcinologiste français.
- Louis-Eugène Mouchon (1843-1914), graveur de timbre-poste français.
- Louis Eugène Péronne (1832-1893), homme politique français.
- Louis Eugène Regnault (1800-1889), homme d'église français.
- Louis-Eugène Sevaistre (1787-1865), auteur dramatique français.
- Louis-Eugène Simonis (1810-1882), sculpteur belge.
- Marie-Eugène Debeney (1864-1943), général français durant la Première Guerre mondiale.
- Michel-Eugène Chevreul (1786-1889), chimiste français.
- Michel-Eugène Lefébure de Fourcy (1812-1889), ingénieur français.
- Nicolas Eugène Géruzez (1799-1865), historien et critique littéraire français.
- Nicolas Eugène Levallois (1816-1879), français, un des fondateurs de Levallois-Perret.
- Paul-Eugène LeBlanc, producteur canadien.
- Paul-Eugène Roy (1859-1926), ecclésiastique canadien, évêque de Québec.
- Pierre-Eugène Ducimetière (1737-1784), artiste et naturaliste américain.
- Pierre-Eugène Fournier (1892-1972), gouverneur de la Banque de France.
- Pierre Eugène Montézin (1874-1946), peintre postimpressionniste français.
- Pierre-Eugène Rougerie (1832-1907), ecclésiastique français, évêque de Pamiers.
- Sylvain Eugène Raynal (1867-1939), officier militaire français.
- Thomas Eugene Everhart (né en 1932), physicien américain.
- Thomas Eugene Kurtz (né en 1928), mathématicien et informaticien américain.
- William Eugene Smith (1918-1978), photojournaliste américain.
- Willis Eugene Lamb (1913-2008), physicien américain, Prix Nobel de physique de 1955.

#### Pseudonyme
- Eugène (né en 1969), écrivain suisse de langue française
- Eugene, nom de scène du catcheur américain Nicholas Dinsmore.
- Eugene, nom de scène de la chanteuse et actrice sud-coréenne Kim Yoo-jin.

#### Sous la forme Eugen
- Eugen Bejinariu (né en 1959), économiste et homme politique roumain.
- Eugen Bleuler (1857-1939), psychiatre suisse.
- Eugen Dühring (1833-1921), philosophe et économiste allemand.
- Eugen Ekman (né en 1937), gymnaste finlandais.
- Eugen Goldstein (1850-1930), physicien allemand.
- Eugen Jochum (1902-1987), chef d'orchestre allemand.
- Eugen Mack (1907-1978), gymnaste suisse.
- Eugen Sänger (1905-1964), pionnier de l'astronautique autrichien.
- Eugen Schüfftan (1893-1977), chef opérateur de cinéma et inventeur allemand.
- Eugen Ferdinand von Homeyer (1809-1889), ornithologue allemand.

- Pour l'ensemble des articles sur les personnes portant ce prénom, consulter :
  - la liste des articles dont le titre commence par ce prénom
  - les listes produites par Wikidata : Liste des personnes de prénom « Eugen » — même liste en incluant les éventuels prénoms composés qui contiennent « Eugen ».

#### Sous la forme Gene
- Gene Hackman (né en 1930), acteur américain.
- Gene Kelly (1912-1996), acteur, danseur, et chorégraphe américain
- Gene Vincent (1935-1971), chanteur de rock'n'roll américain, créateur de Be-Bop-A-Lula

- Pour l'ensemble des articles sur les personnes portant ce prénom, consulter :
  - la liste des articles dont le titre commence par ce prénom
  - les listes produites par Wikidata : Liste des personnes de prénom « Gene » — même liste en incluant les éventuels prénoms composés qui contiennent « Gene ».

#### Sous la forme Ievgueni
- Ievgueni Kafelnikov (né en 1974), joueur de tennis russe.

- Pour l'ensemble des articles sur les personnes portant ce prénom, consulter :
  - la liste des articles dont le titre commence par ce prénom
  - les listes produites par Wikidata : Liste des personnes de prénom « Ievgueni » — même liste en incluant les éventuels prénoms composés qui contiennent « Ievgueni ».

#### Sous la forme Yevhen
- Yevhen Hrebinka (1812-1848), écrivain et poète romantique ukrainien.
- Yevhen Malaniouk (1897-1968), poète et essayiste ukrainien.

- Pour l'ensemble des articles sur les personnes portant ce prénom, consulter :
  - la liste des articles dont le titre commence par ce prénom
  - les listes produites par Wikidata : Liste des personnes de prénom « Ievhen » — même liste en incluant les éventuels prénoms composés qui contiennent « Ievhen ».